# Žuráň
Žuráň är en kulle i Tjeckien. Den ligger i den sydöstra delen av landet, 200 km sydost om huvudstaden Prag. Toppen på Žuráň är 287 meter över havet.
Terrängen runt Žuráň är platt söderut, men norrut är den kuperad.Runt Žuráň är det ganska tätbefolkat, med 172 invånare per kvadratkilometer. Närmaste större samhälle är Brno, 9,6 km väster om Žuráň. Trakten runt Žuráň består till största delen av jordbruksmark.